# Юниън (окръг, Южна Дакота)
Вижте пояснителната страница за други значения на Юниън.
Окръг Юниън (на английски: Union County) е окръг в щата Южна Дакота, Съединени американски щати. Площта му е 1210 km², а населението - 15 029 души (2017). Административен център е град Елк Пойнт.